# بيترو يونغ
بيترو يونغ (بالإنجليزية: Simone Young)‏ هي موزعة أسترالية، ولدت في 2 مارس 1961 في سيدني في أستراليا.

## وصلات خارجية
- الموقع الرسمي
- بيترو يونغ على موقع IMDb (الإنجليزية)
- بيترو يونغ على موقع مونزينجر (الألمانية)
- بيترو يونغ على موقع ميوزك برينز (الإنجليزية)
- بيترو يونغ على موقع أول ميوزيك (الإنجليزية)
- بيترو يونغ على موقع ديسكوغز (الإنجليزية)